# Hana Korvasová
Hana Korvasová (* 10. února 1960 Boskovice) je česká ekopedagožka, bioložka a ředitelka školského zařízení pro environmentální vzdělávání Lipka. V roce 2021 získala za dlouhodobý přínos v rozvoji environmentálního vzdělávání Cenu Josefa Vavrouška.

## Životopis
Hana Korvasová v roce 1984 vystudovala Přírodovědeckou fakultu Univerzity Jana Evangelisty Purkyně (později přejmenovanou na Masarykovu univerzitu) v Brně a získal titul magistr v oboru matematika – biologie, specializace učitelství všeobecně vzdělávacích předmětů matematika – biologie. Následně byla zaměstnána jako vedoucí oddělení přírodních věd v Domě dětí a mládeže v Brně. V letech 1997 a 1998 absolvovala dvousemestrové studium řízení neziskových organizací na Filozofické fakultě Univerzity Karlovy a Nadace rozvoje občanské společnosti. V roce 1991 spolu s Alešem Máchalem založila v Brně Lipku - Dům ekologické výchovy. Od roku 1991 do roku 2001 zde působila jako pedagogická pracovnice, od roku 2001 zde pracuje jako ředitelka.
Hana Korvasová iniciovala vznik Rezekvítku - sdružení pro ekologickou výchovu a ochranu přírody a mezi léty 1996 a 2001 zde pracovala jako ředitelka. Iniciovala a řídila zde Tvůrčího centra, které se věnuje tvorbě metodických a odborných publikací, výukových pomůcek přírodovědy pro školy, využívané po celé České republice. Počínaje rokem 2007 externě vyučuje environmentální předměty na Pedagogické fakultě Masarykovy univerzity.
Od roku 2017 působí jako hlavní organizátorka čtyř ročníků národní konference ekologické výchovy a ekologického poradenství.
V roce 2002 získala Cenu ministra životního prostředí a v roce 2021 Cenu Josefa Vavrouška za dlouhodobý přínos v rozvoji environmentálního vzdělávání.
Ve volbách do Evropského parlamentu v červnu 2024 kandidovala jako nestranička na 13. místě kandidátky Zelených. Strana však získala pouze 1,55 % hlasů a zvolena tak nebyla.

## Publikační činnost
- Máchal, A., Korvasová, H.: Hrajeme si na přírodu: soubor her s ekologickou tematikou. Institut dětí a mládeže Praha. 1991. ISBN 80-85105-33-0
- Burešová, K., Korvasová, H. a kol.: Nápady pro mrňata a škvrňata. Brno: EkoCentrum a Chaloupky, 1993